# 母の初恋
『母の初恋』（ははのはつこい）は、川端康成の短編小説。全5章から成る。母の初恋の人に引き取られた娘が、密かに彼を慕いながらも、別の男のもとへ嫁いでゆく悲恋の物語。亡き母の恋が神秘な力で娘の生をくぐって伝わってゆくという主題で、妻子持ちの男と若い娘の実らない恋が潔く描かれている。ヒロインである「純潔な少女」は、川端の全作品をつらぬく主題の象徴ともなっている。川端自身は第4章（母の死の章）に愛着を持ち、「そこのところの少女は可愛く、少し涙をこぼしながら書いた」としている。
1940年（昭和15年）、雑誌『婦人公論』1月号に掲載された。翻案作品も多く、1954年（昭和29年）9月17日に久松静児監督により映画化され、テレビドラマ化も7度行われた。

## 発表経過
川端康成は1937年（昭和12年）から1938年（昭和13年）にかけて、雑誌『婦人公論』に長編『牧歌』を執筆し始めたが、この作品は〈序の口までしか書けなかつた〉と川端自身がいうように長編小説とはならなかったが、それから1年半ほど経た1940年（昭和15年）に川端は再び、雑誌『婦人公論』に連載の筆を取った。しかしそれは『牧歌』の続編でなく、それぞれ独立した短編であった。休載の月もあったが、こうした経過で9編の短編が出来上がった。
そのうちの最初の短編が『母の初恋』で、1940年（昭和15年）、雑誌『婦人公論』1月号に掲載された。単行本は同年12月に新声閣より刊行の『正月三ヶ日』に収録され、翌年1941年（昭和16年）12月8日に新潮社より刊行の『愛する人達』にも収録された。文庫版は新潮文庫『愛する人達』に収録されている。

## 作品背景
『母の初恋』が執筆される8年前の1932年（昭和7年）3月初め頃、下谷区上野桜木町36番地（現・台東区上野桜木）の川端宅を伊藤初代が訪れた。川端が顧問をしているレビュー劇場・カジノ・フォーリーの楽屋で川端の住所を訊ねてやって来た伊藤初代（当時、数え年27歳）は、その10年前に川端の前から姿を消した元婚約者で、川端の失恋相手であった。川端と書斎で対面中、ずうずうしい女だとお思いになるでしょうと初代は何度も繰り返して、川端を懐かしがった。初代は、再婚相手の桜井五郎の失業から生活か苦しく、亡き前夫・中林忠蔵（カフェ・アメリカの元支配人）との間の長女・珠江（当時8歳）を養女に貰ってほしいと頼んだ。
この初代との10年ぶりの再会が、『母の初恋』創作の着想になっていることが一部の論者に指摘されていたが、初代が娘を養女にしてほしいと頼んだことも、川端夫人・秀子の著書で事実だと確認されたことで、さらに川端の実体験と作品の緊密度が高まり、事実を認識した上でのフィクション化の検証研究や精緻な読み解きが課題となった。初代の訪問を題材にした作品は、ほかに『姉の和解』がある。

## あらすじ
母親の死後、16歳の時に母の初恋の人・佐山の養女となった19歳の雪子は、佐山とその妻・時枝の取り決めた縁談に従い、婚約者・若杉との婚礼の日をひかえていた。料理好きの雪子は、時枝と全く変わらぬ味つけが出来るようになっていた。佐山は、そんな雪子の新婚旅行の宿屋を探しがてらに熱海へ行き、昔のことや雪子を引き取った経緯を回想する。
6年前、佐山が昔の恋人・民子と12、3年ぶりで再会した時、民子は32、3歳だったが、年よりも老け、疲れ果てた姿だった。映画のシナリオ作家となっていた佐山を民子は懐かしがっていた。佐山は、躊躇しながら訪問してきた民子を書斎に通し、事情を聞いた。民子が最初に結婚した男は結核で死亡し、娘を連れ今の夫・根岸と再婚し5年になるが、離婚したいということだった。民子は13歳の娘と一緒に喫茶店をやるためのお金を貸してほしいと切り出したが、佐山にはそれほどの金の余裕はなく、2人の間には体の関係もなかったから尚更無心は成立しなかった。民子は自分が幸福を逃したのは、佐山に背いた罰が当たったのだと言った。その後、佐山の留守中に民子は娘を連れて再訪したきり顔を見せなかったが、その半年後に佐山は銀座で偶然、民子と出くわした。ぜひ娘・雪子を見てほしいと言う民子に従い、母子2人暮らしの麻布十番の裏町の新居に佐山は寄った。水兵服を着た雪子が粗末な机で勉強していた。民子は、初恋の人・佐山のことを娘に全部聞かせているのだと言い、病気の自分に万一のことがあったら、娘を見てやってほしいと頼んだ。
佐山は学生時代、劇研究会を作っていて、民子は女優代りの手伝いに来た娘だった。大学卒業と同時に撮影所に就職した佐山は、婚約者・民子を女優として開花させてから、結婚しようと珠のように大事にしていたが、傍から、屑のような映画新聞記者に民子の体を奪われてしまい、彼女の肉体の盲目の流れを見送るしかなかった。のちに佐山は、民子がその男と結婚してしまったのは、自分が民子の体を奪わなかったからだという原因に突きあたった。男の下宿に居る民子を探し訪ねた時にも、暴力で連れて帰ればよかったのだと、佐山はのちに女を知ってから悔やまれたものだった。
しかし結果的にはもう何の傷もない佐山の一方で、民子は佐山を始終思い出し、心で詫びて、娘にまで彼のことを話していたのだった。果たして愛を裏切ったのは、どちらであろうかと佐山は考えた。民子に打算があるにしても、今となっては、愛を貫いたのは民子の方であって、佐山は若い幼い愛が滅びていなかったことを不思議に思い、民子の一生を狂わせ不幸に追い立てた初めの原因が自分にあるのだと佐山は思うのだった。その翌年の4月、佐山は民子が死んだという電報を雪子から受け取った。悲しみの中でも無意識に他の客よりも自分に甲斐甲斐しく働く雪子に、佐山はいじらしさを感じた。葬儀からしばらくして雪子は引っ越して行方不明となってしまったが、ある日、佐山の妻・時枝が、百貨店の食堂の給仕をしている雪子に会った。以前から民子と雪子に同情していた時枝の勧めもあり、佐山は不憫な雪子を引き取り、養女にすることにした。
雪子が嫁ぐ日の朝、「どうしても辛いことがあったら、帰ってらっしゃいね」と時枝が言うと、雪子は涙にむせんで部屋へ走り出してしまった。時枝は、披露宴の帰りの車中で夫に、「あなた、雪ちゃんが好きだったんでしょう？」と尋ねると、佐山は「好きだった」と静かに答えた。時枝は雪子がいない淋しさも思い、嫁入りを急がせたことを反省した。新婚旅行から帰った雪子と若杉の新居を訪ねた佐山は、そこに雪子の継父・根岸が父親ぶって、自分に無断で嫁いだ雪子を怒鳴っているのを見た。一行が、とあるビルの地下室で話の決着をつけている途中、雪子が座を離れたまま行方不明になった。心配した佐山は雪子の親友に電話をかけると、結婚直前に雪子が彼女に出した手紙の内容を教えられた。雪子には好きな人がいて、手紙には、「初恋は結婚によっても、何によっても滅びないことを、お母さんが教えてくれたから、私は言われるままにお嫁入りする」ということが書いてあった。
次の日、佐山が撮影所に行くと、雪子が朝早くから佐山を待っていた。佐山は送る車の中で、婚礼の日の朝に、「辛いことがあったら帰っておいで」と時枝が言った言葉に触れると、雪子は、「あの時、私、奥さんは幸福な方だと思いましたわ」と言った。それはただ一度の雪子の愛の告白であり、佐山へのただ一度の抗議だった。佐山は、若杉のところへ雪子を送り届けようと車を走らせているのかどうか、自身にもわからなかった。佐山の心には、民子から雪子へと貫いて来た「愛の稲妻」がきらめくだけだった。

## 登場人物
佐山
41、2歳。映画のシナリオ作家。元来は戯曲の作家で、舞台の台本書きへの転身を考えている。妻と子供が2人（女の子と男の子）いる。真面目な性格。田舎出身。嫁いだ姉が2人いる。昔の恋人の娘・雪子を3年前に引き取った。
時枝
30歳くらい。佐山の妻。佐山より11歳若いが、家庭の中にでんと尻を据えて落ち着いている。人がよく人情脆い。一切の望みを子供達の上に置いて、自分の若さを大方忘れている。
雪子
19歳。色白。死んだ母親よりも美人。はにかみがちな内気な娘。14歳の時に母が死亡し、女学校を辞め、しばらく百貨店の寄宿舎に住み込みで食堂の給仕の仕事をしていた。16歳で佐山家に引き取られた。女学校を去年卒業。料理好きで女学校3年の時から養母・時枝の家事手伝いをする。婚礼の時に手荒れだといけないから水仕事はしなくていいと言われても、婚礼の日の朝食の支度や佐山の子供たちの弁当も作る。佐山を「おじさん」と呼ぶ。佐山と居ても、知らず知らずに溝の縁を歩く悲しい癖がある。
民子
雪子の母。佐山の元恋人。33、4歳で病死。佐山に結婚を申し込まれ婚約していたが、肉体関係はなかった。17、8歳で最初に結婚した男（映画新聞の記者）は結核となり、男の田舎で看病したが死亡し、一人娘の雪子を連れて根岸と再婚するが貧乏で苦労が重なり、心臓と腎臓を患う。雪子が13歳の時に根岸と離婚し、麻布十番の裏町で母子2人暮らしていたが、翌年に死亡。死ぬ前に娘に、「佐山さんによろしく」と言う。
根岸
民子と再婚した男。雪子の継父。朝鮮を浮浪して来た鉱山技師。内地へ帰っても山気が抜けず、運よく鉱山に務めても、すぐ自分の野心を出しては追われ、居所も分からない時が多かった。民子は方々の山へ夫を追っかけ歩き、東京に落ち着いたと思いきや、酒場などで働かされ、その金が貯まると、夫はまた飛び出して行くという有様だった。雪子に嫌われている。
若杉
大学を3年ほど前に出た銀行員。係累は少ない。佐山の働いている撮影所に出入りしている洋服屋が縁談の仲立ちの内職をしていて、その男が雪子を見て、若杉の縁談を持って来た。
雪子の親友
雪子の女学校時代の友達。佐山が雪子の新婚旅行の宿屋を探しに熱海へ旅立つ時に、バス停まで見送った雪子が、そばのポストにためらいがちに投函した手紙の送り主。

## 愛する人達
『母の初恋』と同時期に、雑誌『婦人公論』に連載された短編は他に8編あるが、これらは〈愛する人達〉という題名で単行本となった。いずれも円熟期の川端の名編とされ、「愛情」を描いている点でその諸作品は一貫したものを持ちながら、取材、想念、手法の上にも様々な変化を見せている。
『母の初恋』以外の作品は、以下のようなあらすじである。なお、〈愛する人達〉という名称の作品はないが、『ほくろの手紙』の作品内に、〈わたくしは愛する人達を思ふために…〉という文章が出てくる。

### 女の夢
ずっと独身だった36歳の歯科医の大学助手・久原健一が、ある美貌の令嬢・治子と見合い結婚して幸福になるが、27歳の治子もずっと適齢期を過ぎても独身だった。久原は彼女が何故結婚しなかったのかを承知の上で結婚した。それは治子に片想いし失恋して自殺した従兄がいたからだった。久原はそんな相手の思い込みの平凡な筋書きのような出来事は気にならなかった。しかしそのことよりも治子は、従兄の件で壊れた縁談相手の片桐を愛していたために結婚しなかったのであった。でも治子はそれを久原には話さないでおいた。久原と結婚し二晩目、喜びを知った治子は死んだ従兄の夢を見て、罪の意識を覚えた。久原は友人の医師の伝手で、従兄が元々神経衰弱だったことを調べ、治子を安心させる。しかし、治子のうちの美しい思い出も天恵の福も失われてゆくようだった。

### ほくろの手紙
小夜子には、右肩の首の付け根に黒豆のようなほくろのあり、子供の頃からそれをいじる癖があった。結婚してからも小夜子は、夫に、「みじめに見える」とたしなまれてもその癖が止められなかった。しかし、夫にぶたれ蹴られても治らなかった癖が、夫が無関心になり何も言わなくなると治った。里に帰った小夜子は、自分がほくろをいじっていたのは、幼い頃に母や姉に可愛がられて、いじられていたことに思い当たり、その癖は愛する人達を思うためだったと考えた。そして幼い頃を思い出そうと、ほくろを久しぶりに触ってみるが、思い出すのはあなた（夫）のことばかりだった。ほくろをいじる癖は、夫の愛情を求めての癖でもあった。小夜子はそのことを夫へ書き綴った。

### 夜のさいころ
旅興行で踊子たちを率いている水田は、夜、踊子たちが眠る隣の部屋で、いつも一人寝床で、五つのサイコロを振っている若い踊子・みち子のことが気になっていた。みち子の母親は芸者でサイコロの名人だったらしく、その癖が子供のみち子にまで移っていたらしかった。水田はみち子にサイコロを捨てさせた。無口なみち子をよく近くで見ると、思ったよりもいい娘だった。水田は、人の化粧品を使っているみち子に、化粧品を買ってやるついでに新しいサイコロを二つ買ってやった。「一が出たら、みち子と恋愛しようか」と水田が言うと、17歳のみち子は恥じらいながらも二つとも“一”にした。けれども水田は「もう一度やってごらん」と茶化す。
みち子のサイコロはまた五つになり、前のように練習していた。一つ一つ順番に全部“一”は出せるが、いちどきにみんな“一”にするのは難しかった。もう一人、みち子に注目して愛していた男優の花岡が水田に絡んできて、みち子の謎は、子供の時に性的いたずらをされたんじゃないかと吹き込み、水田は不快になった。花岡はみち子にいい役を付けて、ぱあっとさせてほしいと水田に言った。しかし寝床で、みんなの見ている前で、サイコロの目を全部いっぺんに“一”にしたみち子の無邪気な膝小僧を見た水田は、花岡の観察など真っ赤な嘘だと分かった。水田は、全部“一”の揃ったサイコロを美しい花火のように思い、一座に見切りをつけて、「ぱあっと」みち子と2人で出ていこうと思った。

### 燕の童女
新婚旅行の帰りの展望車「燕」の中、牧田は日光にさらされている妻・章子の首の産毛を見た。その産毛は、牧田のするがままにおとなしく従っていた章子の体に、かくれているものを感じさせた。章子の髪の毛もまた、少し赤茶けて見えた。牧田は目を閉じると、しびれるような甘い疲れが体の芯にあって、行きの船旅で見た無数の海月が頭に浮かんだ。その時の章子は両親との別れに涙ぐんでハンカチを振っていた。
東京へ戻る帰りの汽車の前の席には、赤茶けた髪の毛のあいの子らしい7歳くらいの幼い女の子が座っていた。女の子は一人で絵本も見たり、紙風船を膨らませたり、折り紙を折ったりして遊んでいた。少し離れたところにいる母親は本を読んでいたが、女の子は一人でも平気そうだった。牧田夫婦はその可愛らしい女の子を観察していた。章子はふと夫に、「私達、一生この子のことを思い出すでしょうね。もう二度と会うことはないでしょうけれど」と言った。牧田は、世界中の人種が雑婚の平和な時代は、遠い未来に来るであろうかと、ぼんやり考えた。

### 夫唱婦和
27歳の延子は夫・牧山が帰宅すると、ネクタイをほどき、靴下を脱がせ足袋をはかせてやる貞淑な妻だった。出かけにも、夫に靴下をはかせ、ワイシャツやチョッキを着せた。そういった習慣は、延子の母親も亡き父親にしていたことだった。牧山は養子だったが、東京の教師のため、延子の田舎の実家には母一人になったが、一人娘の延子が東京へ行ってしまうと、妾の子・桂子を引き取っていた。延子と牧山夫婦は仲が良く、牧山は老後になったら、今の若い自分達のことを、延子に昔話としていろいろ聞かせてもらうことを楽しみとしていた。
延子の母親が死に、牧山は反対したが、桂子を東京の家に引き取ることになった。延子より3歳年下の桂子は背ばかり高く、骨張った感じで女らしさがなく、家事もぞんざいで、延子が牧山に足袋をはかせているのを見て冷笑していた。だが、そんな桂子も恋愛をしている女の眼のように変わってきた。桂子は牧山の助手・佐川と結婚の約束をし、妊娠していることを延子に打ち明けた。
しかし佐川の話を聞くと、佐川は桂子と結婚するつもりはないと言った。佐川は松山夫婦の前で、自分の日記を延子に見てもらいたいと言った。佐川の日記には、延子を愛していることが綴られ、それを桂子に見破られて、関係を迫られたことが書かれてあった。松山は延子に桂子の非の判断を任せたために、その日記を見ず、真実を知らないままだった。延子は佐山が自分を愛していたなどとは夢にも思わなかった。自分の覚えている人生と夫の覚えている人生が、違って来たことを自覚した延子は、老後の思い出話の中にそのことを夫に言えるだろうか、言えるようにならなければならないと考えた。

### 子供一人
この春、女学校を出たばかりの芳子は病院で、激しいつわりに苦しみ、お産ができるかどうかも危ぶまれていた。そんな未熟な幼な妻の母体の危機を夫・元田はいたわり見守っていた。田舎町の造り酒屋の娘・芳子は卒業間近、親の縁談を嫌がり、畳屋の息子で、苦学し去年大学を出て働いていた元田のアパートへ逃げて行ったのだった。芳子が妊娠し、2人は結婚を許されたため、芳子は死んでも産むと言い張り、自分が死んだ後に夫が日常のことに困らないように書きつけた「遺言状」まで作っていた。
やがて不安は薄れ、芳子は食欲も増し、どんどん太ってきた。しかし芳子は平気で煙草を吸い、人が変わったように下品になり、夫に反抗的態度を取るようになってきた。芳子は病的な嫉妬に悩まされて女中も辞めさせ、夫が母体を心配して医者に中絶を頼んだことさえも逆恨みし、被害妄想に陥った。精神に異常をきたした芳子は自分でも自覚して宗教書などを読んだりしたが、被害妄想は収まらず、夫に虐待されているから離婚すると里へ手紙を出したりした。辞めていった女中が芳子の実家へ様子を伝えていたため、迎えにきた芳子の姉は、元田を責めなかった。芳子は戻るつもりらしく「遺言状」が机に残してあった。不可解な女心が元田の胸にしみた。
やがて無事に出産したという電報が来て、元田が芳子の産室へ行くと、にっこり笑って再び可憐な少女のような芳子に戻り、赤ん坊に乳を含ませていた。元田は信じられないような奇怪な思いで、芳子を幾つもの人間に変えて、魔術師のように翻弄したとも思える、あどけない猿のような新しい生き物が母の乳を強い力で吸っているのを見つめていた。

### ゆくひと
15、6歳の佐紀雄は、「やったあ」と歓声をあげて、浅間山の噴火を見るために月夜のヴェランダに飛び出した。佐紀雄は小さい頃から、軽井沢の別荘に滞在中、浅間が噴火する度にヴェランダに飛び出すので、両親に笑われていた。爆発の直後は、煙とは思えない恐ろしい力が凝結した固形体と見える。いわば大地の砲口から出たばかりのこのように大きい力を形にして見ることの出来るのは、他にありそうもないと佐紀雄は思っていた。煙が伸び上がったり、横にたなびいて拡がってしまってからは噴火を見た気がしないのである。
そんな佐紀雄のところへ弘子が寄り添い、肩に触れて、「なかへ入りましょう」と話しかけて来た。弘子の体臭や、娘らしい甘さが佐紀雄の胸にしみ、不意に悲しくなった。火山砂が雹のように降って来ても、中へ入ろうとしない佐紀雄の顔に突然流れている涙を弘子は見た。それは思いがけないもので、少年の純粋なものが伝わって来るだけだった。
帰ってゆく弘子を、佐紀雄は蝙蝠傘二本持って追って行き、傘はいらないと言う弘子と一つの傘になり町まで送っていった。弘子は話しているうちに、また佐紀雄の肩を抱いていた。佐紀雄は、どうしてよく知らない人のところへお嫁に行ってしまうのか、弘子さんを好きな人は沢山いるのに、と早口で弘子に聞いた。弘子は、「そういうものよ」と答えたが、佐紀雄は怒るように肩をすぼめて弘子の手をはずした。結婚するという人が、なにげなく自分の肩を抱いてくれることは、佐紀雄は許せないように思えた。

### 年の暮
劇作家の加島泉太は、「亡き友の妻いづこならん年の暮」という俳句をつぶやき、娘の泰子に意見を求めたが、本当はそんなことはどうでもよかった。ただ娘の声を聞きたかっただけだった。泰子は8、9か月前に嫁入りしたのだが、夫と別れるつもりで里へ帰って来ていた。それでも泉太は娘の声を久しぶりに聞いて、自分の中に埋もれていたものが、ぱっと花を開いたかのようであった。娘の声は妻・綱子の声にそっくりで、娘が家にいる時分はあまり気にもかけなかったが、嫁入りした後に電話で聞く娘の声は、若い頃の妻を思い出させたりした。町で娘と同じ年頃の娘を見ると、このような若い娘の恋愛相手に自分だってなれないことはないのだという年甲斐もない、さもしい根性も頭をもたげた。
「亡き友の妻」というのは、泉太の愛読者で約10年間、泉太の色紙を買い続けてくれていた女性・木曾千代子であった。女学生だった千代子は、泉太へずっと手紙を寄こしていて、3年目の夏に泉太の家を訪問して来た。まだ可憐な小娘である千代子に、泉太は陰鬱な自分の作品など読んでもらいたくなく、「あなたの存在の方が、どれだけいいかしれやしない」と思わず口走るところだった。泉太の作品は、殺人などを描き、極彩色じみた絢爛な作風であった。
泉太は娘の泰子が小学校に上がり、自分の作品を読むのも嫌であった。弟の明男が生まれてから、母でなく自分と添い寝をするようになった泰子のおかっぱの毛を息で吹きながら、泉太は自分の経て来た道を虚ろに感じるのだった。自分の書いた悲劇などは、案山子が舞台で肩肘張って、破れ衣の袖を振りながら踊っているに過ぎず、案山子は作者の姿であり、客がいると思った見物席には、蕭々と野分が吹いているだけなのだ。自分がこの世に生んだ生き身は2人の子供だけで、戯曲などは死物だと泉太は思った。
千代子は、5年目の色紙を買って間もなくして、結婚した。そう聞いた時の自分のさびしさが泉太には意外であった。泉太は千代子を精一杯愛さなかったことを後悔した。それは、朝に千代子を愛することが出来たならば、その夕に死んでもいいという覚悟で、千代子と付き合って来なかった悔恨だった。愛するというと穏やかではないが、それは心のことで、泉太は千代子といい加減に付き合って来た年月、自分は十分に生きていなかったと悔いた。千代子はその後も色紙を買い続けてくれたが、8年目に夫が戦死してから、消息が途絶えた。そんなことを考えながら、年の暮、茫々として人生の思いが、泉太の胸を流れた。

## 作品評価・研究
『母の初恋』や、同時期に書かれた『夜のさいころ』『ゆくひと』『年の暮』などの短編群は、本格的な論究をされることはほとんどないが、いずれも川端自身が深く愛している幸福な作品とされ、それらに登場するヒロインたちは、みな「純潔な少女」という共通点がある。
三島由紀夫は『母の初恋』について、川端自身が第4章（母の死の章）に愛着があると述べていることを受け、その章で「少女の可憐さ」がよく表現されている一節の、〈雪子はまた溝の縁を歩くのである。「真中を歩けよ。」と、佐山が言ふと、雪子はびつくりして、ぴつたり寄り添つて来た〉を「大事な数行」として挙げ、それを「中世の象徴図めいた神秘な構図」と呼んで以下のように解説している。
また、「母の思ひが神秘な力で娘の生（いのち）をくぐつて伝はつてゆく」という『母の初恋』の主題は、『夜のさいころ』にも関わりがあり、そこでは「純粋な無為の形にまで高められ」て、「さいころの目を思ふがままに出してみせた母の手業は、やがて娘の手で五つのさいころが一ばかり出る〈美しい花火〉のやうな奇蹟を成就させるよすがとなる」と三島は説明し、その前段で川端が〈みち子の全身には、なにか神聖なよろこびがあふれてゐた〉と書いていることを鑑みながら、この「奇蹟」の語られ方の「簡素な正確さ」は、古い宗教的な説話が持つような迫力を伴いつつ、「受胎告知の静けさに近づいてゐる」と解説している。
『ゆくひと』について三島は、「きはめてささやかな、小さな水晶の耳飾りのやうな小品」だとし、「浅間の噴火が、無機質の生命（と謂はうか）の遣瀬ない怒りをたえず投げかけて、齢やうやく思春期に入つた少年の苦しみと呼び交はしてゐる」と評している。そして、この小説を読んで、「自分の肩に、誰しもこの少年の年頃に夢みたであらう一人の年上の娘の掌の柔らかさと温かさを感じ、更にをののく自分の少年期の肩のかよわさをありありと思ひ起こさない人」は、川端文学の十分な読者とは言えず、ましてや最後の行の「純潔な怒り」は分からないだろうと解説している。また、『年の暮』については、川端の芸術論が見られるエッセイ風な小説で、その「語られる方法」にも耳を澄ます必要があるとし、それは川端の「こころ」が、「言葉の字面からよりも、言葉を組み立ててゐる糸の張りや、その糸が弾かれて立てる音からひびいて来る場合がままあるからである」と説明している。
そして、『母の初恋』の雪子をはじめ、『夜のさいころ』のみち子や『ゆくひと』の弘子らが、「純潔な少女」であることを三島は指摘しつつ、その少女が川端の「全作品をつらぬく主題の象徴」であり、川端作品の大事な主題の「嘗て内面が窺ひ知られたことのない生の或る現はれ」であり、それは川端が軽々に「心理の沼」へ足を踏み入れることのない「一つの純潔な決心の象徴のやうなもの」でもあると解説している。そして川端が『文学的自叙伝』の中で、〈好奇の触覚を繊弱な物見車に乗せて人生も文学も素通りして来た。素通りのありがたさ〉と語っている部分に「薫り高い操持」の秘かな決心を三島は看取して、以下のように語っている。
高見順は、『母の初恋』に感動し、雪子が溝の縁を歩く姿が「永く心に残ったものだ」と述べ、『夜のさいころ』も心にしみ、「さいころを降る踊子が忘れられないものに成りそうだ」としながら、そこには、『伊豆の踊子』とは違ったニュアンスがあり、川端の浅草の踊子物の中で、特に気に入ったものの一つとなったと評している。また『年の暮』については、気持ちを楽にした仕事とは違う「にがい」「からい」小説だと評し、主人公・泉太が娘の声を聞き、〈ああ〉と思い、その思いを〈説明しにくかつた〉と言う個所が、川端の小説を読んで「ああ」と感じ、その思いを解説しにくいことと共通し、また、泉太が娘の声を久しぶりに聞き、〈ぱつと花が開いたかのやうに〉感じて驚く個所は、川端の小説から与えられる「喜ばしい驚き」と同じような感覚だと解説しながら、泉太の中には、川端の「一種の自己批評のようなもの」あり、小説自体の中に解説が含まれているとも言えると高見は指摘している。
森本穫は、伊藤初代との再会という川端の実体験が作品成立の経緯となっている点から鑑みて、初代の突然の婚約破棄で、「不可解なままに愛を喪った」川端だったが、「その真剣な思慕は、ちゃんと初代に通じていた」とし、「康成の愛は初代によって思い出され、次第に大切な思い出となって、苦境にある初代の心の支えとなった」と考察しながら、初々しさや美しさが失われた初代との再会に「美神」の像は崩壊し、川端の内部から「伊藤初代」は去ってしまったが、その娘から愛されたいという願望が、『母の初恋』を生んだとして、以下のように解説している。
そして森本は、川端が『母の初恋』を具体化していた時期は、従兄・黒田秀孝の三女の政子を養女として引き取ることを考えていた時期で、それが作品に影響しているとして、「政子を養女として引き取ることによって、康成は、かつての伊藤初代に代わる、新しい〈美神〉を獲得したのではないか」とし、川端が先験的に愛情を傾ける少女に共通する要素として、「いずれも市民社会での定着した生活的基盤を持っていなかったこと」、「寄る辺の少ない身の上であったこと」を挙げている田中保隆の論を敷衍しながら、政子をモデルにした『故園』の少女・民子（5歳で実の父と別れ、母子家庭で育った病弱な少女）が、「（川端と）血縁の少女だが、伊藤初代や踊子と共通する〈寄る辺の少ない身の上〉の少女」であり、川端が『伊豆の踊子』の薫から寄せられた無償の愛、無心な好意の共通性が、『故園』の「民子」にもあることを指摘し、その名前の点からも、「『母の初恋』は、まるで『故園』の少女との邂逅を予期したかのような作品」だと論考している。

## 映画化
『母の初恋』（東宝） 1954年（昭和29年）9月17日封切。

### スタッフ
- 監督：久松静児
- 脚色：八田尚之
- 製作：滝村和男、三輪礼二
- 撮影：三浦光雄
- 美術：下河原友雄
- 音楽：黛敏郎
- 録音：根岸寿夫
- 照明：今泉千仭

### キャスト
- 佐山：上原謙
- 佐山の妻・時枝：三宅邦子
- 雪子：岸惠子
- 母・民子：丹阿弥谷津子
- 義父・根岸：加東大介
- 高浜：志村喬
- 若杉：小泉博
- 沢田：千秋実
- 緑川阿佐子：香川京子
- 女給・ユリ：立花満枝
- 女給・三千代：三木鞠子
- 原稿を持って来る青年：澄川透
- 魚屋の親爺：田辺元
- 佐山家の女中：黒田隆子
- 天津敏（ノンクレジット）

## テレビドラマ化
- 『母の初恋』（NHK）
  - 1953年（昭和28年）8月26日 水曜日 19:50 - 20:30
  - 脚本：山村七之助。演出：畑中庸生。
  - 出演：松本克平、大塚道子、北原文枝、三戸部スエ
- お好み日曜座『母の初恋』（NHK）
  - 1958年（昭和33年）12月7日 日曜日 20:00 - 21:00
  - 出演：小林千登勢、松下達夫、忍節子、藤田淑子、奈良岡朋子、石田早苗、藤原赫子、東城伸太郎
- 『母の初恋』（[NET、現在のテレビ朝日）
  - 1959年（昭和34年）10月4日 - 11日（前編・後編） 日曜日 22:00 - 22:30
  - 出演：山内明、久邇恭子
- 日立劇場『母の初恋』（TBS）
  - 1961年（昭和36年）3月1日 水曜日 21:00 - 21:45
  - 脚本：小松君郎、北條誠。提供：日立製作所
  - 出演：永井柳太郎、野口ふみえ、中村美代子、平松淑美、伊藤弘子、大塚国夫、清水元
- シャープ月曜劇場『母の初恋』（KTV）
  - 1963年（昭和38年）4月15日 月曜日 20:00 - 21:00
  - 脚色：西島大。演出：栂井丈治。演出補：鍵田忠俊、河原林昭良、三輪弘、野添泰男。提供：早川電機工業。
  - 出演：若原雅夫、東恵美子、雪代敬子、黛ひかる（黛光）、塩谷洋子、浅井省吾、北村英三、林美智子、楠年明、山田桂子、生田力、宇野正晃、皆木俊二、阿木五郎、石月眞子、松島和子、加賀谷敦子
  - ナレーター：柳川清。
- 川端康成名作シリーズ『母の初恋』（KTV）
  - 1973年（昭和48年）4月1日・4月8日 日曜日 21:30 - 22:25
  - 脚本：北條誠。演出：山像信夫。提供：小西酒造。
  - 出演：田村高廣、水野久美、松坂慶子、野川由美子
- ドラマ・スペシャル『最後の家族旅行 Family Affair 川端康成作「母の初恋」より』（TBS）
  - 1996年（平成8年）10月4日 金曜日 21:00 - 22:54
  - 脚本：青柳祐美子。演出：生野慈朗。原案：松原敏春。プロデューサー：貴島誠一郎。プロデューサー補：森一弘
  - 出演：緒形拳、石田ゆり子、高橋惠子、稲垣吾郎、安藤政信、橋爪功、高橋理恵子、吉谷彩子、寺田千穂
  - 主題歌：R・ロジャース＆L・ハート「MY ROMANCE」。

| フジテレビ系 シャープ月曜劇場                                       | フジテレビ系 シャープ月曜劇場              | フジテレビ系 シャープ月曜劇場 |
| 前番組                                                              | 番組名                                     | 次番組                        |
| ------------------------------------------------------------------- | ------------------------------------------ | ----------------------------- |
| （なし）                                                            | 母の初恋 （1963年版）                      | れいこちゃんごめんネ          |
| フジテレビ系 早川電機工業一社提供枠                                 |                                            |                               |
| 百合子と二人の父 （火曜20:00 - 21:00） 【ここまでシャープ火曜劇場】 | 母の初恋 （1963年版）                      | れいこちゃんごめんネ          |
| 関西テレビ制作・フジテレビ系列 白雪劇場 【川端康成名作シリーズ】    |                                            |                               |
| 美しさと哀しみと 【ここまで連続ドラマ】                             | 母の初恋 （1973年版） 【本作より単発作品】 | 千羽鶴                        |

### 他短編のテレビドラマ化
- 東芝日曜劇場（第702回）『夫唱婦和』（RKB）
  - 1970年（昭和45年）5月24日 日曜日 21:30 - 22:26
  - 演出：阿部正春。脚本：広瀬襄。プロデューサー：渡瀬一男。撮影：山路英明。美術：中島勉。
  - 出演：池内淳子、田村高廣、香山美子、浜畑賢吉
  - ※ 東芝日曜劇場700回記念ドラマ。

## おもな収録刊行本
- 『正月三ヶ日』（新声閣、1940年12月20日） 限定150部
  - 装幀：芹沢銈介。あとがき：川端康成。菊判函入。
  - 収録作品：「正月三ヶ日」「燕の童女」「日雀」「母の初恋」
- 『愛する人達』（新潮社、1941年12月17日。改装版1945年10月15日。1946年11月10日）
  - 装幀：芹沢銈介
  - 収録作品：「母の初恋」「女の夢」「ほくろの手紙」「夜のさいころ」「燕の童女」「夫唱婦和」「子供一人」「ゆくひと」「年の暮」
- 『日雀』（新紀元社、1946年4月15日）
  - 装幀：恩地孝四郎
  - 収録作品：「日雀」「母の初恋」「女学生」「燕の童女」「十六歳の日記」「春景色」「抒情歌」
- 『夜のさいころ』（浪漫新書・トッパン、1949年1月5日）
  - 装幀：鈴木道明。解説：三島由紀夫
  - 収録作品：「母の初恋」「夕映少女」「夜のさいころ」「ゆくひと」「騎士の死」「年の暮」「寝顔」
- 新潮青春文学叢書『伊豆の踊子』（新潮社、1955年1月31日）
  - 装幀：山田申吾。あとがき：古谷綱武
  - 収録作品：「伊豆の踊子」「二十歳」「朝雲」「母の初恋」
- 『燕の童女』（筑摩書房、1955年9月25日）
  - カバー絵：稗田一穂
  - 収録作品：「母の初恋」「ほくろの手紙」「燕の童女」「夫唱婦和」「年の暮」「再婚者」
- 文庫版『愛する人達』（新潮文庫、1951年10月15日。改版2006年3月25日）
  - カバー装幀：小林直未。解説：高見順
  - 収録作品：「母の初恋」「女の夢」「ほくろの手紙」「夜のさいころ」「燕の童女」「夫唱婦和」「子供一人」「ゆくひと」「年の暮」

### 全集収録
- 『川端康成全集第5巻 雪国』（新潮社、1969年4月15日）
  - カバー題字：松井如流。菊判変形。函入。口絵写真2葉：著者小影、日蓮上人の手紙
  - 収録作品：「母の初恋」「女の夢」「ほくろの手紙」「夜のさいころ」「燕の童女」「夫唱婦和」「日雀」「子供一人」「ゆくひと」「年の暮」「寒風」「朝雲」「冬の曲」「雪国」
- 『川端康成全集第7巻 小説7』（新潮社、1981年1月20日）
  - カバー題字：東山魁夷。四六判。函入。
  - 収録作品：「母の初恋」「女の夢」「ほくろの手紙」「夜のさいころ」「燕の童女」「夫唱婦和」「子供一人」「ゆくひと」「年の暮」「日雀」「朝雲」「寒風」「父の名」「冬の曲」「女の手」「再会」「生命の樹」「夢」「反橋」「しぐれ」「生きてゐる方に」「住吉」「雨の日」「地獄」「北の海から」「首輪」「たまゆら」「あやめの歌」「三人目」「さとがへり」「お正月」